# Élections générales honduriennes de 2001
Les élections générales honduriennes de 2001 se déroulent au Honduras, le 25 novembre 2001. Elles permettent d'élire les titulaires des charges suivantes :
- le président du Honduras ;
- les 128 sièges du Congrès ;
- un total de 296 maires et vice-maires ;
- un total de 20 sièges au Parlacen.

Le candidat du Parti national, Ricardo Maduro est élu président de la République avec 52,21 % des voix. 

## Forces en présence
Cinq partis présentent un candidat au poste de président, soit Ricardo Maduro du Parti national, Rafael Pineda Ponce du Parti libéral, Olban Valladares du Parti Innovation et Unité, Matías Fúnez Valladares de l'Unification démocratique et Marco Orlando Iriarte du Parti démocrate-chrétien du Honduras.

## Résultats
Le candidat du Parti national, Ricardo Maduro, est finalement élu président de la République avec 52,21 % des voix, contre 44,26 % pour Rafael Pineda Ponce. 
| Candidats                | Candidats                | Partis                               | Voix      | %     |
| ------------------------ | ------------------------ | ------------------------------------ | --------- | ----- |
|                          | Ricardo Maduro           | Parti national du Honduras           | 1 137 734 | 52,21 |
|                          | Rafael Pineda Ponce      | Parti libéral du Honduras            | 964 520   | 44,26 |
|                          | Olban Valladares         | Parti Innovation et Unité            | 31 666    | 1,45  |
|                          | Matías Fúnez Valladares  | Unification démocratique             | 24 102    | 1,11  |
|                          | Marco Orlando Iriarte    | Parti démocrate-chrétien du Honduras | 21 089    | 0,97  |
|                          |                          |                                      |           |       |
| Votes valides            | Votes valides            | Votes valides                        | 2 179 181 | 95,37 |
| Votes blancs             | Votes blancs             | Votes blancs                         | 23 927    | 1,05  |
| Votes nuls               | Votes nuls               | Votes nuls                           | 81 959    | 3,59  |
| Total                    | Total                    | Total                                | 2 285 067 | 100   |
| Abstention               | Abstention               | Abstention                           | 1 163 213 | 33,73 |
| Inscrits / participation | Inscrits / participation | Inscrits / participation             | 3 448 280 | 66,27 |